# Soyouz TM-13
Soyouz TM-13 est un vol avec équipage du vaisseau spatial Soyouz-TM soviétique Soyouz, lancé le 2 octobre 1991.

## Équipage
Décollage :
- Alexandre Volkov (3)
- Toktar Aubakirov (1) du Kazakhstan
- Franz Viehböck (1) d'Autriche

Atterrissage :
- Alexandre Volkov (3)
- Sergueï Krikaliov (1)
- Klaus-Dietrich Flade (1) d'Allemagne

## Paramètres de la mission
- Masse       : 7150 kg
- Périgée     : 195 km
- Apogée      : 232 km
- Inclinaison : 51.7°
- Période     : 92.4 minutes
- Identifiant : Донба́сс (Donbass)

## Points importants
13e expédition vers Mir.